# Висконти, Катерина
Катерина Висконти, герцогиня Миланская (итал. Caterina Visconti, 1361, Милан — 17 октября 1404, Монца) — представительница знатной итальянской семьи Висконти, правившей Миланом с 1277 по 1447 год. Жена Джана Галеаццо Висконти, первого герцога Миланского, мать его преемников Джана Марии и Филиппо Марии. Она была регентом в период малолетства Джана Марии, но сын по наветам кондотьера Фачино Кане обвинил её в измене и заточил в замок Монцы, где она была, скорее всего, отравлена в 1404 году.

## Семья

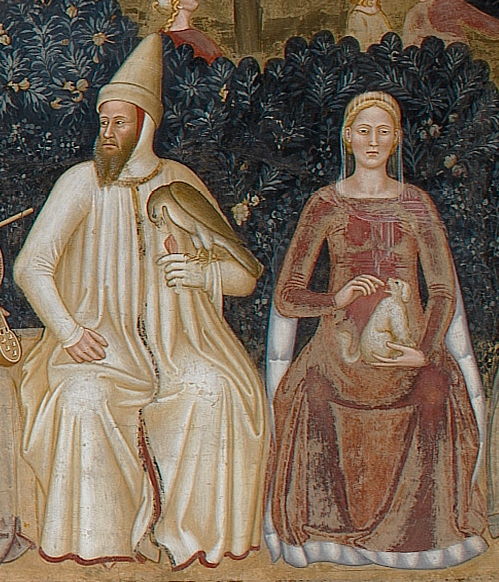
Бернабо Висконти и Беатриче Реджина делла Скала, родители Катерины Висконти

Катерина родилась в Милане, она была восьмым ребёнком из семнадцати детей Бернабо Висконти, правителя Милана, и его жены Беатриче Реджины делла Скала.
Дочь её старшей сестры Таддеи, Изабелла Баварская, стала королевой Франции, выйдя замуж за Карла VI, и впоследствии в результате политических интриг при французском дворе стала одним из врагов семьи Джана Галеаццо, мужа Катерины.

## Брак
В начале 1379 года обсуждалась возможность брака Катерины с королём Англии Ричардом II. Учитель и советник Ричарда, сэр Саймон Бёрли, отправился в Милан договариваться об их свадьбе, но сам он опасался подобного альянса. Бернабо в итоге тоже отказался от этой идеи, потому что он предпочитал выдать дочь замуж за другого жениха. 2 октября 1380 года в миланской церкви Сан-Джованни-ин-Конка девятнадцатилетняя Катерина обвенчалась со своим двоюродным братом Джаном Галеаццо Висконти. Его первая жена Изабелла Валуа умерла в 1373 году, оставив ему трёх сыновей, которые все рано умерли, и дочь Валентину.
В 1385 году Бернабо Висконти был свергнут Джаном Галеаццо и заточён в крепости Треццо-сулл'Адда, где его, вероятно, потом отравили
11 мая 1395 года Джан Галеаццо получил от короля Вацлава IV титул герцога Миланского за 100 000 флоринов. Так Катерина стала герцогиней Миланской. В память об этом событии был написан миссал, на титульном листе которого художником Ановело да Имбонате были изображены коленопреклонённые супруги Висконти перед Девой Марией. Сейчас рукопись находится в Амброзианской библиотеке.
У Катерины и Джана Галеаццо было трое детей:
- дочь (июнь—7 июля 1385)
- Джан Мария Висконти (7 сентября 1388—16 мая 1412)
- Филиппо Мария Висконти (23 сентября 1392—13 августа 1447)

## Регентство и смерть
3 сентября 1402 года Джан Галеаццо умер от лихорадки. На власть стали претендовать его возможные наследники (в том числе незаконное потомство). Но Катерина стала регентом при малолетнем Джане Марии, которого в итоге объявили первым наследником. Тем не менее, борьба продолжалась. Франческо Барбавара, основной сторонник Катерины, был схвачен по обвинению, выдвинутому Антонио Висконти, незаконным сыном Джана Галеаццо.
Джан Мария в конце концов поверил обвинениям его матери в измене со стороны Фачино Кане. 18 августа 1404 года Катерина была арестована Франческо Висконти (другим незаконным сыном мужа) и помещена в замок Монца. 17 октября она скончалась. Полагают, что она была отравлена.